# Пістолет Webley & Scott Model 1909
Пістолет Webley & Scott Model 1909 — чергова модель пістолета компанії Webley & Scott  в лінійці пістолетів  Webley & Scott Model 1904, Model 1905, Model 1906
Компанія Webley & Scott Ltd, що розташована в місті Бірмінгем, Велика Британія, розпочала  випуск  короткоствольної і довгоствольної вогнепальної зброї з 1834 року і успішно пропрацювала до 1979 р

## Про компаніюWebley & Scott Ltd. Історія
Дослідно-конструкторські роботи зброярі цієї компанії почали вести ще на самому початку XX століття, розробивши і виготовивши кілька дослідних зразків самозарядного пістолета конструктора Х'ю Габбет-Файрфакса під найменуванням Mars, ще в 1903 році. Однак, даний зразок, не дивлячись на вражаючу енергію і початкову швидкість кулі для тих років, не став успішним на ринку зброї. Вже рік потому директор Webley & Scott Ltd Уайтінг на основі пістолета Mars спроектував самозарядний пістолет, який отримав позначення Webley & Scott Model 1904 калібру. 455 під револьверний патрон, який перебував на  той час озброєнні британської армії і флоту. Webley & Scott Model 1904 була  складною зброю, що відрізнялася  громіздкістю і значною масою.

## Особливості моделі 1909
У 1908 році конструктори фірми «Webley & Scott Ltd», щоб задовольнити попит цивільних покупців, розпочали розробку пістолета «міжнародного» калібру. У 1909 році новий пістолет з позначенням «Webley & Scott Model 1909»  надійшов на ринок. Він був розроблений для використання довгого патрона Браунінга калібру 9 мм - 9 mm Browning Long, який мав успіх у багатьох країнах світу того часу. 
Пістолет Webley & Scott M 1909 являв собою модифікацію моделі 1906 року цією ж фірми - Webley & Scott M 1906. Він був аналогічної конструкції, але мав ряд відмінностей. Основна його відмінність полягала в заміні ручного запобіжника автоматичним. Також, через внесені зміни та використання більш потужного патрона,— маса і габарити пістолета були значно збільшені.
Автоматика зразка 1909 року працює на основі вільного затвора. 
Під правою щічкою рукоятки розміщується V-подібна поворотна пружина, що взаємодіє з кожухом-затвором за допомогою хитного важеля. 
Ударно-спусковий механізм куркового типу, одинарної дії. 
У даній моделі немає прапорця запобіжника, керованого вручну. Замість нього зброю забезпечено автоматичним рукояточним запобіжником, клавіша якого розташована в тильній частині рукоятки. Цей запобіжник вимикається автоматично, як тільки стрілок охоплює рукоятку, стискаючи її і вдавлюючи тим самим клавішу.
Живлення пістолета патронами здійснюється з відокремлюваних коробчастих магазинів з однорядним розташуванням патронів. Засувка магазина розташована в нижній частині рукоятки. 
Прицільні пристосування складаються з мушки, виконаної як частина ствола, і цілика, закріпленого в пазі кожуха-затвора з можливістю внесення бічних поправок. 
У нижній частині рукоятки пістолета є антабка для пістолетного ременя.